# Castions di Strada
Castions di Strada (friülà Cjasteons di Strade) és un municipi italià, dins de la província d'Udine. L'any 2007 tenia 3.858 habitants. Limita amb els municipis de Bicinicco, Carlino, Gonars, Mortegliano, Muzzana del Turgnano, Pocenia, Porpetto, San Giorgio di Nogaro i Talmassons.

## Administració
| Període | Identitat       | Partit        |
| ------- | --------------- | ------------- |
| 2004-   | Roberto Nardini | Llista cívica |